# 가이진 신사

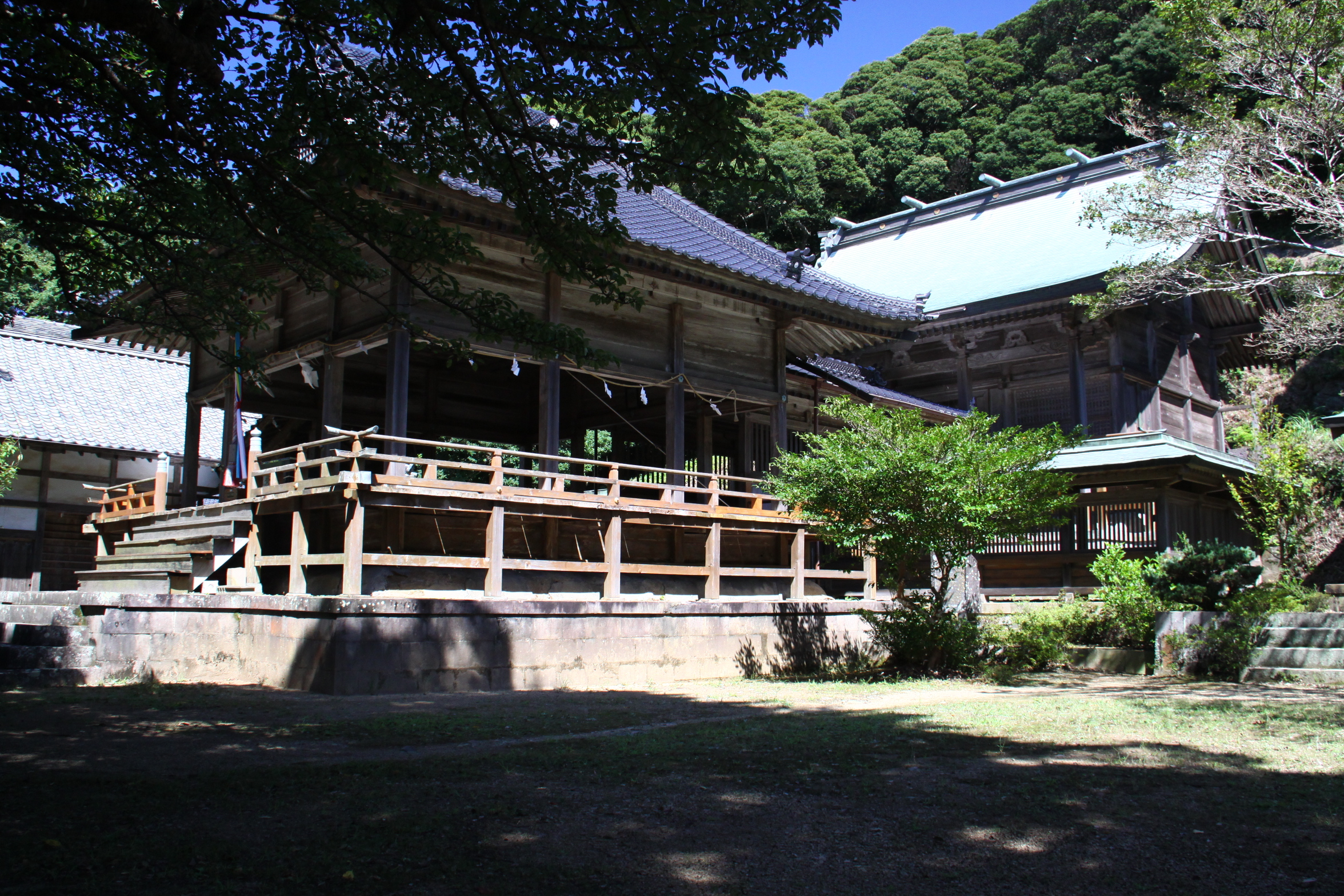
가이진 신사 전경

가이진 신사(일본어: 海神神社)는 나가사키현 쓰시마시 미네마치키사카에 위치하고 있는 사찰이다. 지금은 신사본청의 별표신사로 이루어져 있으며, 2012년에 있었던 쓰시마 불상 도난 사건으로 피해를 본 사찰 중의 하나이다.

## 제신
주제신
- 도요타마히메 (豊玉姫命)

배사신
- 무나카타의 세 여신 (宗像神)
- 우가야후키아에즈 (鵜茅草葺不合命)
- 호오리노 미코토 (ホオリ/火遠理命/彦火火出見命)

다만, 에도 시대에서는 하치만 신이 별도로 모셔져 있는 신사로도 유명하다.

## 문화재

### 중요문화재
국가로 지정된 중요문화재는 유일하게도 동조여래입상이 있다. 그러나 이 불상은 통일신라 시대 당시 만들어졌다.

### 불상 도난 문제
2012년 10월 6일부터 10월 8일까지 연속적으로 도난을 당한 이력이 있다(쓰시마 불상 도난 사건 문서 참조). 해당 신사 내에서의 동조여래입상은 간논지에 위치하고 있는 금동관세음보살좌상의 한국인 절도범들이 대한민국에 팔아 넘길려고 계획하였다가 한국 현지의 경찰에 의해 구속되기도 하였다. 그러다가, 3년 뒤인 2015년 결국 훔쳐가게 된 불상이 대전광역시의 모 문화재 보호시설에 임시적으로 소장되었다가 이 신사에 되돌아온 것으로 드러난다.

## 위치
위치는 나가사키현 쓰시마시 미네마치키사카 247번지에 위치하고 있다.

## 주변 시설
- 아소만
- 만제키바시
- 와타즈미 신사

## 같이 보기
- 이즈하라 하치만구 신사
- 간논지
- 한반도에서 유출된 문화재 반환 문제(일본어판)